# Larciano
Larciano – miejscowość i gmina we Włoszech, w regionie Toskania, w prowincji Pistoia.
Według danych na rok 2004 gminę zamieszkiwało 6008 osób, 250,3 os./km².